# Facultad de Medicina (Universidad de Antioquia)
La Facultad de Medicina es una unidad académica de la Universidad de Antioquia -UdeA-, fundada en 1871, se encuentra ubicada en la ciudad de Medellín, Colombia. Se dedica al estudio, producción y aplicación de conocimiento de la medicina para la formación integral de profesionales. Además, desarrolla programas académicos de formación en pregrado y posgrado y promueve actividades de investigación, docencia y extensión. La Facultad se encuentra en el bloque 32 del Área de la Salud. 

## Gobierno
La Facultad está administrada por un decano, quien representa al rector en la Facultad y es designado por el Consejo Superior Universitario para períodos de tres años. Existe un Consejo decisorio en lo académico y asesor en los demás asuntos. Está integrado así: el Decano, quien preside, El Vicedecano, quien actúa como Secretario con voz y sin voto, el Jefe del Centro de Extensión, los tres jefes de Departamento, un egresado graduado designado por las asociaciones de egresados y que no esté vinculado laboralmente con la Universidad para un período de dos años, un profesor elegido por los profesores de la Facultad en votación universal, directa y secreta para un período de un año y un estudiante elegido por los estudiantes de la misma en votación universal, directa y secreta para un período de un año. El elegido puede cumplir los requisitos del representante estudiantil ante el Consejo Superior

## Programas

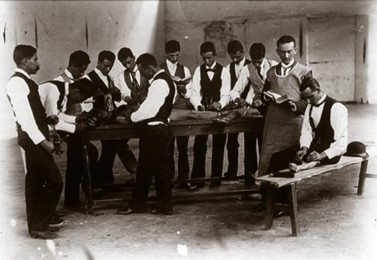
Clase de anatomía de la escuela de Medicina en 1896.

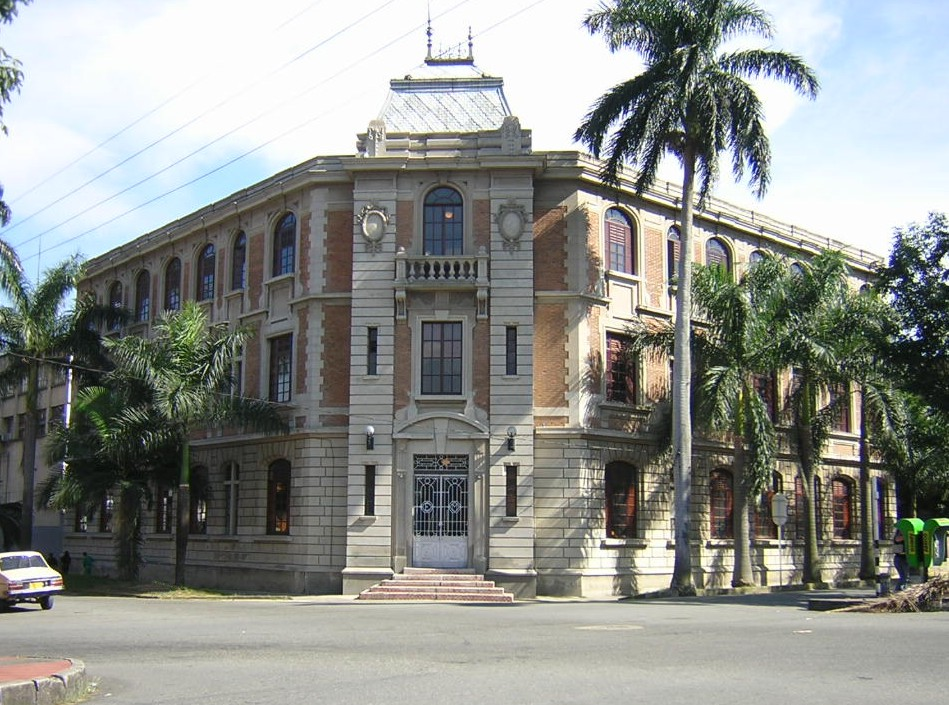
Facultad de Medicina, área de la salud.

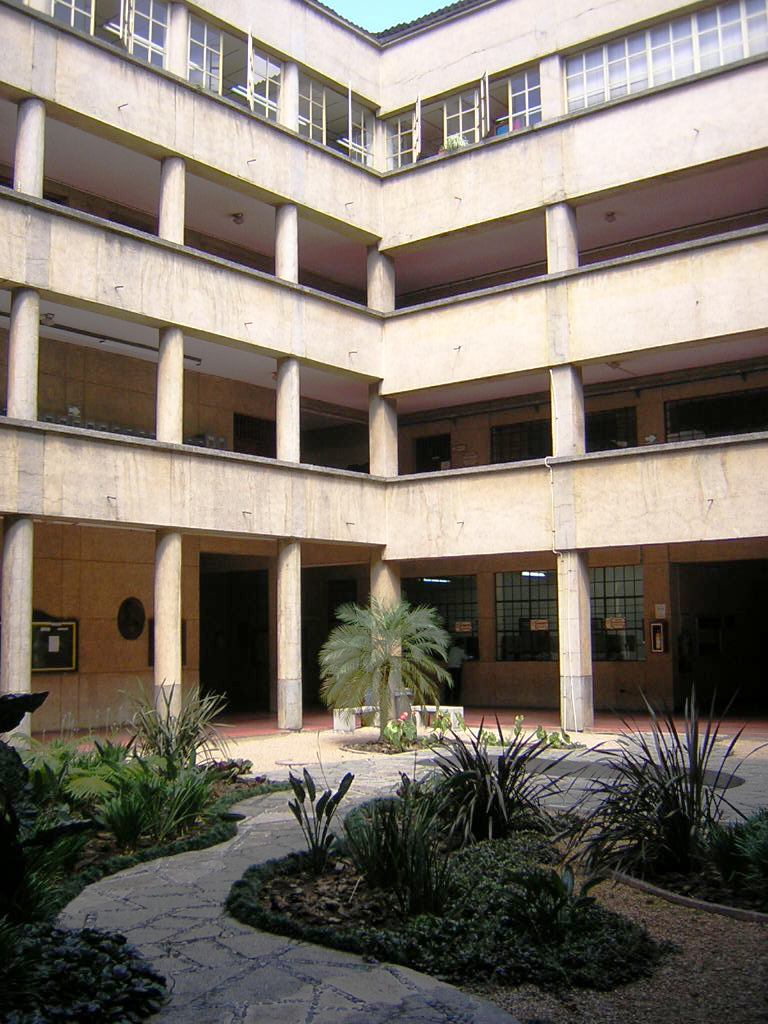
Interior de la Facultad de Medicina.

### Pregrado
- Medicina
- Instrumentación quirúrgica
- Instrumentación quirúrgica - Turbo
- Atención Prehospitalaria APH
- Atención Prehospitalaria APH - Turbo
- Atención Prehospitalaria APH - Caucasia

### Posgrado

#### Especializaciones Médicas, Clínicas y Quirúrgicas
- Alergología Clínica
- Anestesiología y Reanimación
- Cirugía General
- Cirugía Plástica, Maxilofacial y de la Mano
- Dermatología
- Ginecología y Obstetricia
- Medicina Aplicada a la Actividad Física y al Deporte
- Medicina de Urgencias
- Medicina Física y Rehabilitación
- Medicina Interna
- Neurocirugía
- Neurología
- Oftalmología
- Ortopedia y Traumatología
- Otorrinolaringología, Cirugía de Cabeza y Cuello
- Patología
- Pediatría
- Psiquiatría
- Radiología
- Toxicología Clínica
- Urología
- Cardiología Clínica
- Cirugía Infantil
- Cirugía Vascular
- Endocrinología Clínica y Metabolismo
- Enfermedades Infecciosas
- Endocrinología Pediátrica
- Hemodinámica y Cardiología Intervencionista y Vascular Periférico
- Imagen Corporal
- Medicina Crítica y Cuidado Intensivo
- Medicina del Dolor
- Medicina Vascular
- Nefrología Pediátrica
- Nefrología
- Neurología Infantil
- Neurorradiología
- Radiología en Trauma y Urgencias
- Radiología Intervencionista
- Reumatología

#### Especializaciones
- Promoción de la Salud y Prevención de las Enfermedades Cardiocerebrovasculares

#### Maestrías
- Terapia Familiar y de Pareja
- Ciencias Clínicas
- Educación Superior en Salud